# Acosmium mohlenbrockii
Acosmium mohlenbrockii är en ärtväxtart som beskrevs av Gennady Pavlovich Yakovlev. Acosmium mohlenbrockii ingår i släktet Acosmium och familjen ärtväxter. Inga underarter finns listade i Catalogue of Life.